# Alexander Carse

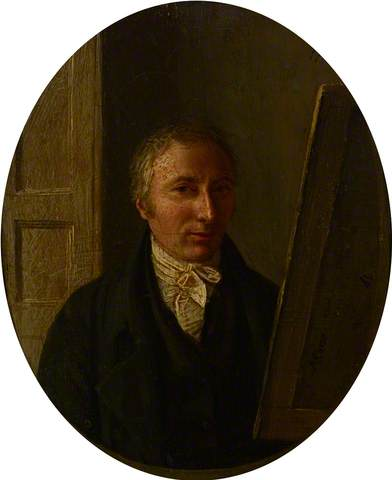
Selbstporträt von Alexander Carse

Alexander Carse (* um 1770 in Innerwick in East Lothian; † Februar 1843) war ein schottischer Maler und Zeichner.

## Biografie
Alexander Carse (gen. Old Carse) machte eine Lehre als Putzmacher und arbeitete in diesem Beruf. Dann wurde er in Edinburgh Schüler von David Allan (1744–1796), der einen starken Einfluss auf seinen frühen Stil hatte. 1801 ging er an die Trustees Drawing Academy of Edinburgh und lernte dort das Zeichnen bei John Graham. Von 1812 bis 1820 lebte er in London und stellte alljährlich Bilder in der Royal Academy und in der British Institution aus. Dann kehrte er wieder nach Edinburgh zurück. Er gestaltete topografische Ansichten sowie Genrebilder, die in Büchern und Zeitschriften veröffentlicht wurden. In Zusammenarbeit mit Albert Henry Payne entstand eine Reihe Berliner Stadtansichten, die ebenfalls in einem Buch mit dem „Titel Berlin and its Treasures“ (Berlin und seine Schätze) 1867 veröffentlicht wurden. Er wendet sich der Ölmalerei zu und konzentriert sich dabei auf Genrebilder von hoher Detailtreue. Er starb 1843 wahrscheinlich in Edinburgh; genauer Ort und Datum sind aber unbekannt.
Carse hatte zwei Söhne, die beide Maler wurden. William Carse (1800–1845) arbeitete überwiegend in Schottland. James Howe Carse (um 1819–1900) ging nach Australien.

Werkbeispiele
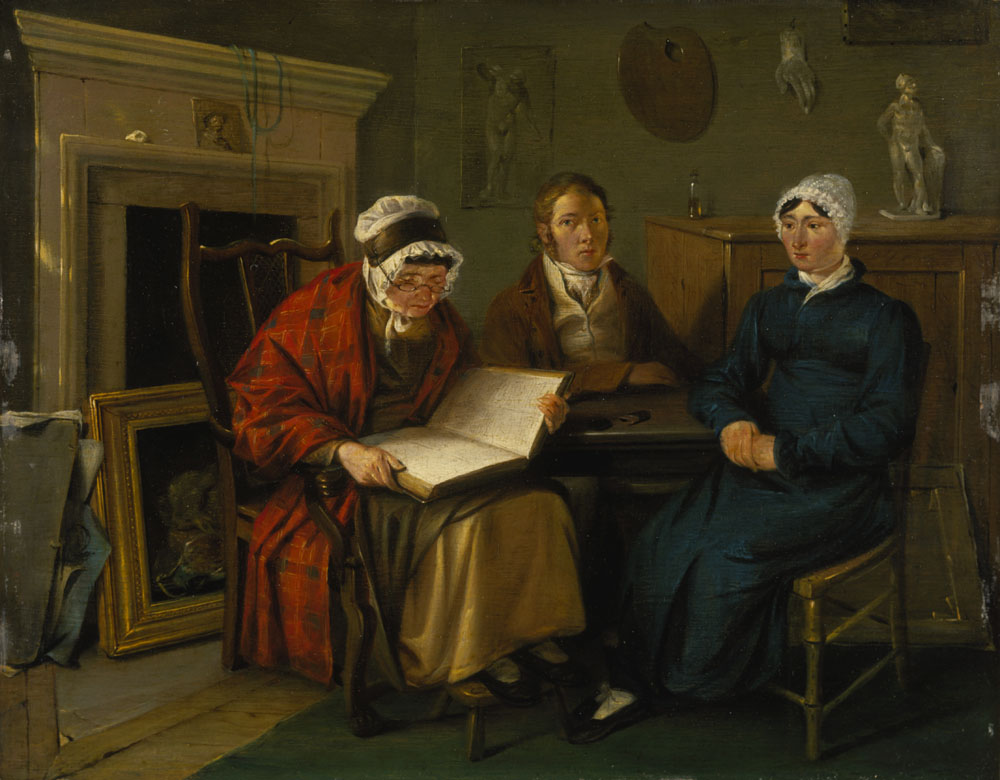
Alexander Carse, vermutlich mit Mutter und Schwester, 1795
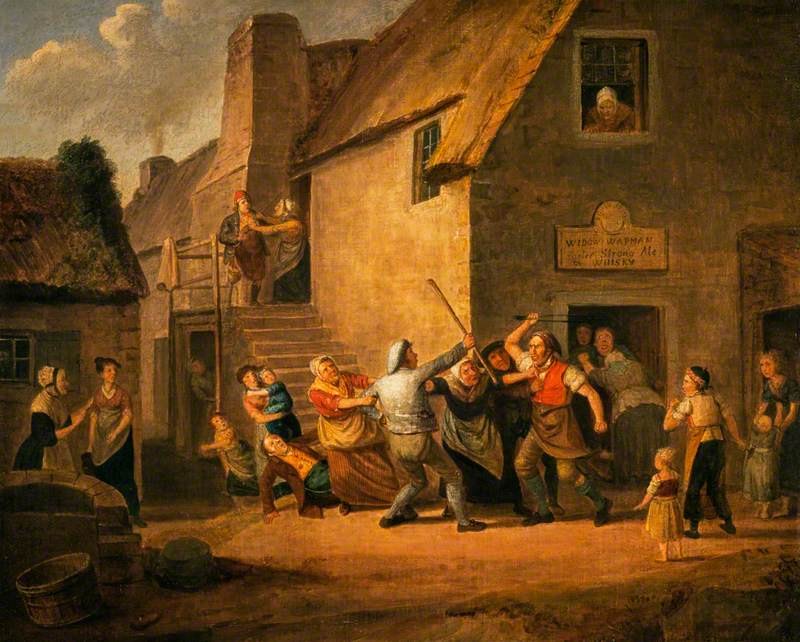
A Brawl outside an Ale House, 1822
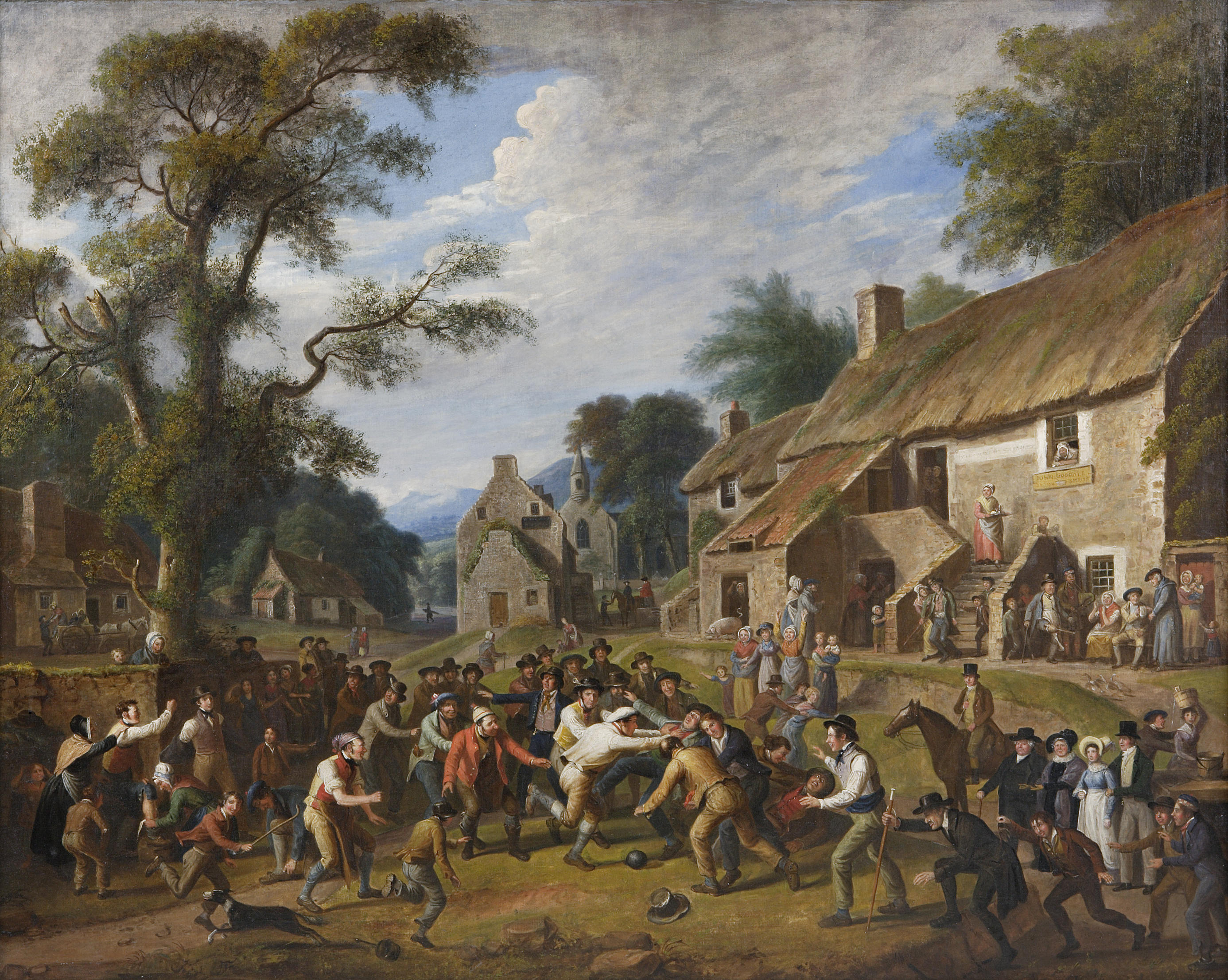
The foot-ball play, etwa 1830